# Jenštejn
Jenštejn (německy Jenstein, také Jenzenstein nebo Genzenstein) je obec v okrese Praha-východ, kraj Středočeský. Rozkládá se asi šestnáct kilometrů severovýchodně od centra Prahy a sedm kilometrů jihozápadně od města Brandýs nad Labem-Stará Boleslav. Sousedí s obcemi Podolanka (na západě), Dřevčice (na severu), Svémyslice (na východě), Radonice (na jihu) a s pražským katastrálním územím Vinoř (na jihozápadě). Žije zde přibližně 1 500 obyvatel.

## Historie
První písemná zmínka o hradu a obci Jenštejn pochází z roku 1368. Vodní hrad, který založil asi o 30 let dříve dvorský místosudí Jenčík z Janovic, se objevuje v pramenech pod názvem Jenczenstein, tedy „Jenčův kámen“. Obec vznikla jako podhradí vodního hradu. Od roku 1368 hrad vlastnil notář královské komory Pavel, po němž ho zdědil jeho syn, pražský arcibiskup Jan z Jenštejna. Tomu hrad roku 1390 odebral král Václav IV.
Za častého střídání majitelů byl pak jenštejnský hrad obýván až do roku 1583. Poslední majitel Jan Dobřichovský z Dobřichova, který hrad získal v roce 1560, ho doslova propil a zemřel zadlužený. Jenštejn byl proto po jeho smrti zabaven českou komorou roku 1587 a připojen k brandýskému panství. Poslední ránu dostal hrad ve třicetileté válce, pravděpodobně v roce 1640, kdy vojska švédského generála Banera vydrancovala a vypálila městečko Jenštejn a společně s ním vypálila i opuštěný hrad.

### Územněsprávní začlenění
Dějiny územněsprávního začleňování zahrnují období od roku 1850 do současnosti. V chronologickém přehledu je uvedena územně administrativní příslušnost obce v roce, kdy ke změně došlo:
- 1850 země česká, kraj Praha, politický okres Karlín, soudní okres Brandýs nad Labem[4]
- 1855 země česká, kraj Praha, soudní okres Brandýs nad Labem[4]
- 1868 země česká, politický okres Karlín, soudní okres Brandýs nad Labem[4]
- 1908 země česká, politický i soudní okres Brandýs nad Labem[5]
- 1939 země česká, Oberlandrat Mělník, politický i soudní okres Brandýs nad Labem[6]
- 1942 země česká, Oberlandrat Praha, politický i soudní okres Brandýs nad Labem[7]
- 1945 země česká, správní i soudní okres Brandýs nad Labem[8]
- 1949 Pražský kraj, okres Brandýs nad Labem[9]
- 1960 Středočeský kraj, okres Praha-východ[10]

### Rok 1932
V městysi Jenštejn (398 obyvatel) byly v roce 1932 evidovány tyto živnosti a obchody: 2 hostince, kolář, kovář, krejčí, 4 rolníci, 2 řezníci, 2 obchody se smíšeným zbožím, trafika, velkoobchod se zemskými plodinami.

## Současnost
Jenštejn se v současnosti rychle rozrůstá díky nové čtvrti řadových domů nazvané Nový Jenštejn. Značná část obyvatel obce dojíždí za prací, za nákupy i za kulturou do Prahy. V Jenštejně chybí obchody, obec má však vlastní poštu a dvě restaurace. Nejbližší kostely jsou ve Svémyslicích, Dřevčicích a Vinoři.
Od roku 2013 v obci funguje Mateřská škola Jenštejn. MŠ má dvě třídy po 24 dětech. V obci není základní škola, obec nemá uzavřený školský obvod ani nemá spádovou oblast. Děti jsou umisťovány podle volné kapacity do ZŠ Praha-Vinoř, ZŠ Satalice, ZŠ Dřevčice, ZŠ Brandýs nad Labem Palachova a ZŠ Brandýs nad Labem Na Výsluní.

## Pamětihodnosti
V obci je zřícenina hradu Jenštejn ze 14. století. Ve 20. století byla opravena zachovaná hradní věž a roku 1977 zpřístupněna. Při věži hradu bylo zřízeno malé muzeum dějin hradu. Zvláštní místnost je věnována lidovému léčiteli Janu Mikoláškovi, který ve vile na okraji Jenštejna působil po 2. světové válce.
Na návsi také stojí kaple z roku 1855.

## Přírodní podmínky
Jenštejn se nachází v mírně zvlněné zemědělské krajině v Polabí v průměrné nadmořské výšce 232 m. V nezastavěné části katastru obce převažuje orná půda. Od hradu na západ k Podolance se táhne úzké, asi 10 m hluboké údolí, v němž Jenštejnský potok spojuje několik rybníků; po okrajích údolí vystupují na povrch pískovcové skály. V dolní části je dno údolí porostlé listnatým lesem. Jenštejnský potok se u Podolanky vlévá do Vinořského potoka, který pak teče přes Dřevčice k severovýchodu a v Brandýse nad Labem se vlévá do Labe.

## Doprava
Dopravní síť
- Pozemní komunikace – Obcí prochází silnice III. třídy. Ve vzdálenosti 1 km lze najet na silnici II/610 Praha-Kbely – Brandýs nad Labem-Stará Boleslav – Benátky nad Jizerou – Mladá Boleslav.
- Železnice – Železniční trať ani stanice na území obce nejsou. Nejblíže je železniční stanice Praha-Horní Počernice ve vzdálenosti 4 km ležící na trati 231 v úseku z Prahy do Čelákovic. Ve vzdálenosti 4,3 km pak leží stanice Praha-Satalice na trati 070 v úseku z Prahy do Neratovic.

Veřejná doprava
- Autobusová doprava (stav říjen 2020) – Obcí projíždí příměstské autobusové linky 367 Praha, Černý Most – Brandýs nad Labem-Stará Boleslav, železniční stanice (dopravce ČSAD Střední Čechy, a. s.), 378 Praha, Letňany – Jenštejn – Radonice (dopravce Dopravní podnik hl. m. Prahy, a. s.) a ve dnech školního vyučování též školní větev linky 376 Jenštejn – Praha, Vinoř – Praha, Satalice a také školní linka 671 Jenštejn - Přezletice - Brandýs nad Labem-Stará Boleslav.

## Turistika
Jenštejnem prochází červená turistická značka z Vinoře, která dále pokračuje po polích na severozápad do Nového Brázdima.
Jenštejnem procházejí cyklotrasy 0034 (Ctěnice – Přezletice – Podolanka – Jenštejn – Svémyslice – Zeleneč – Horní Počernice) a 241 (Praha – Benátky nad Jizerou – Mladá Boleslav – Mimoň – Petrovice).

## Fotogalerie

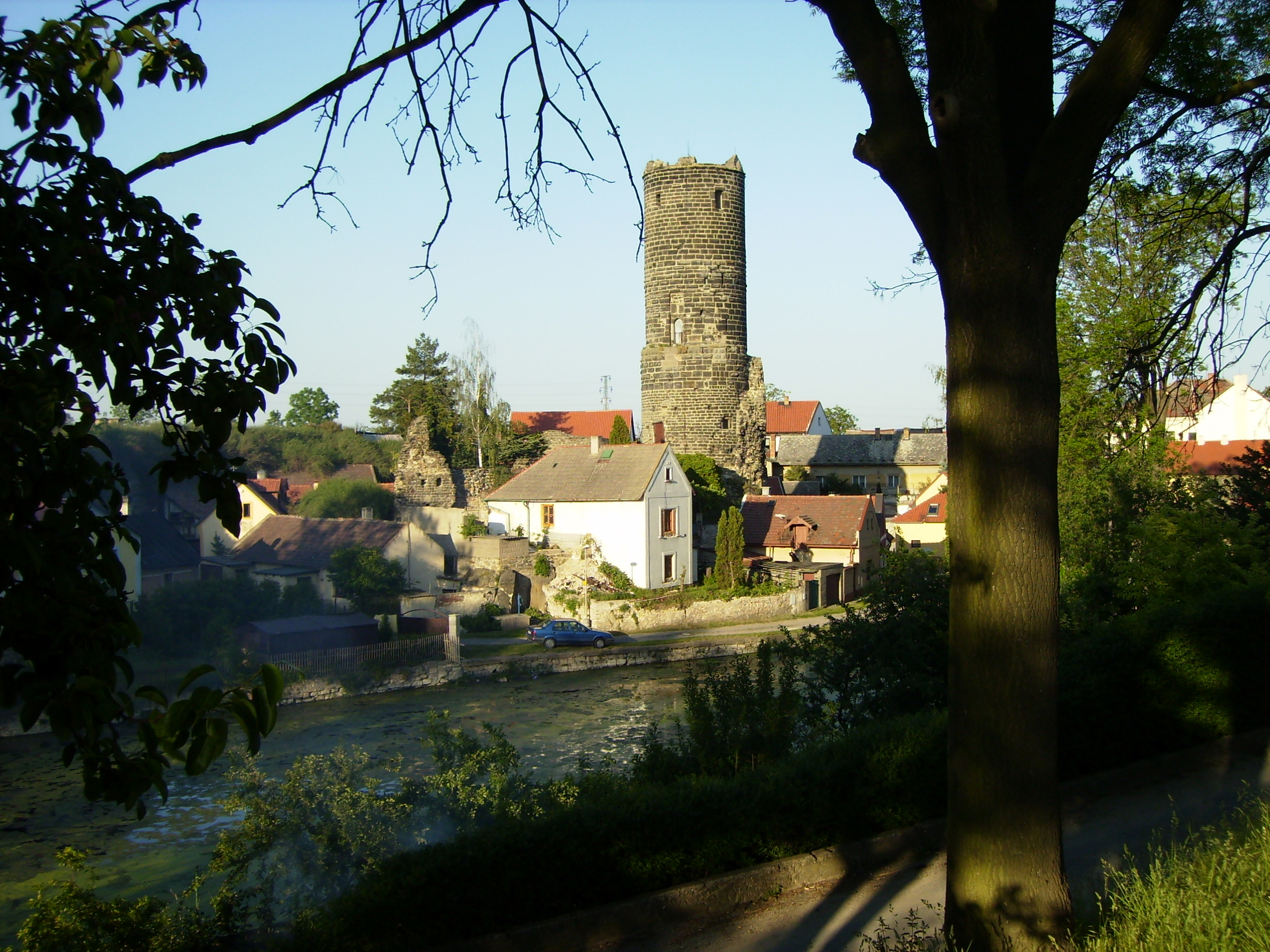
Hrad
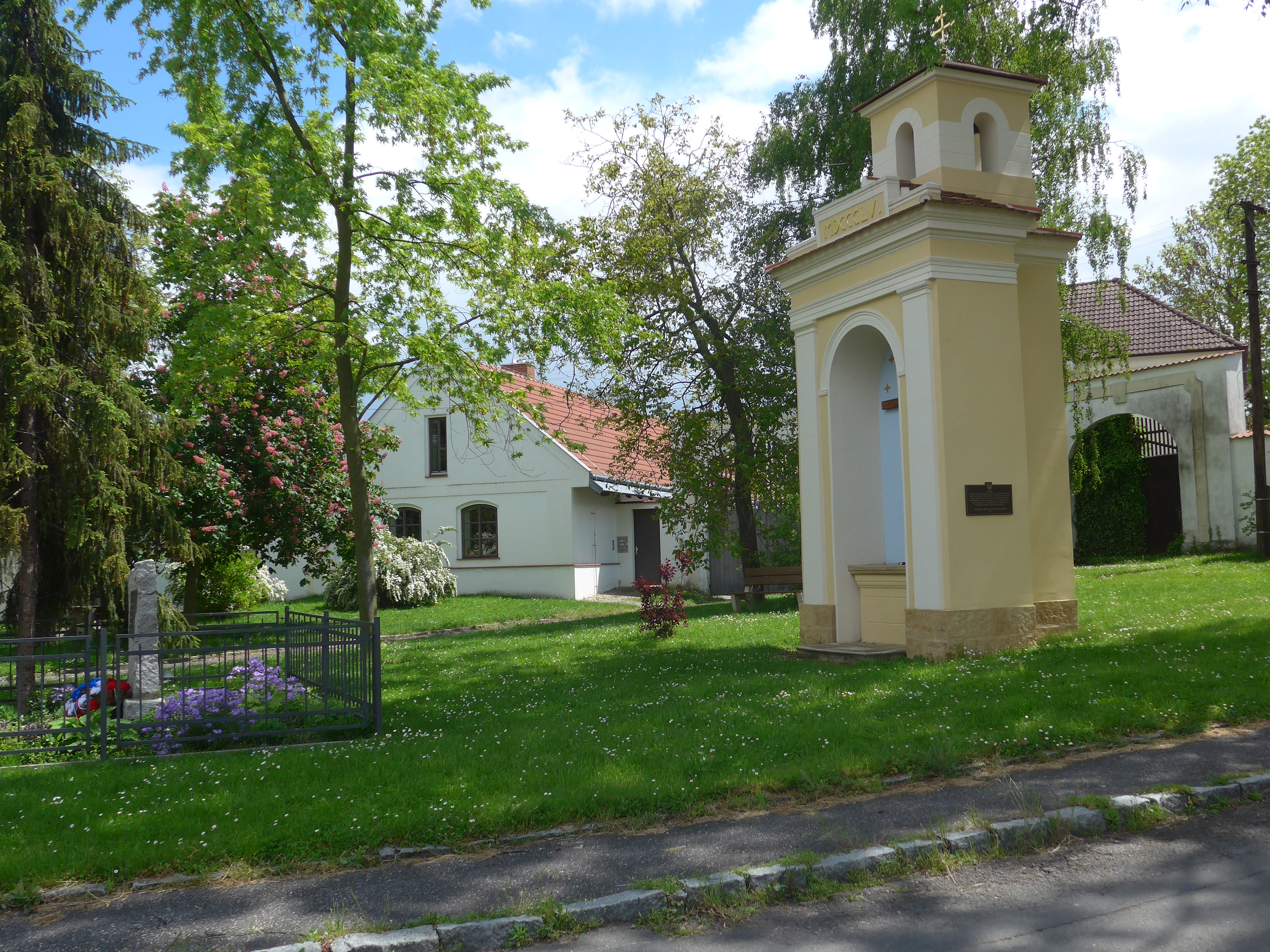
Náves s kapličkou
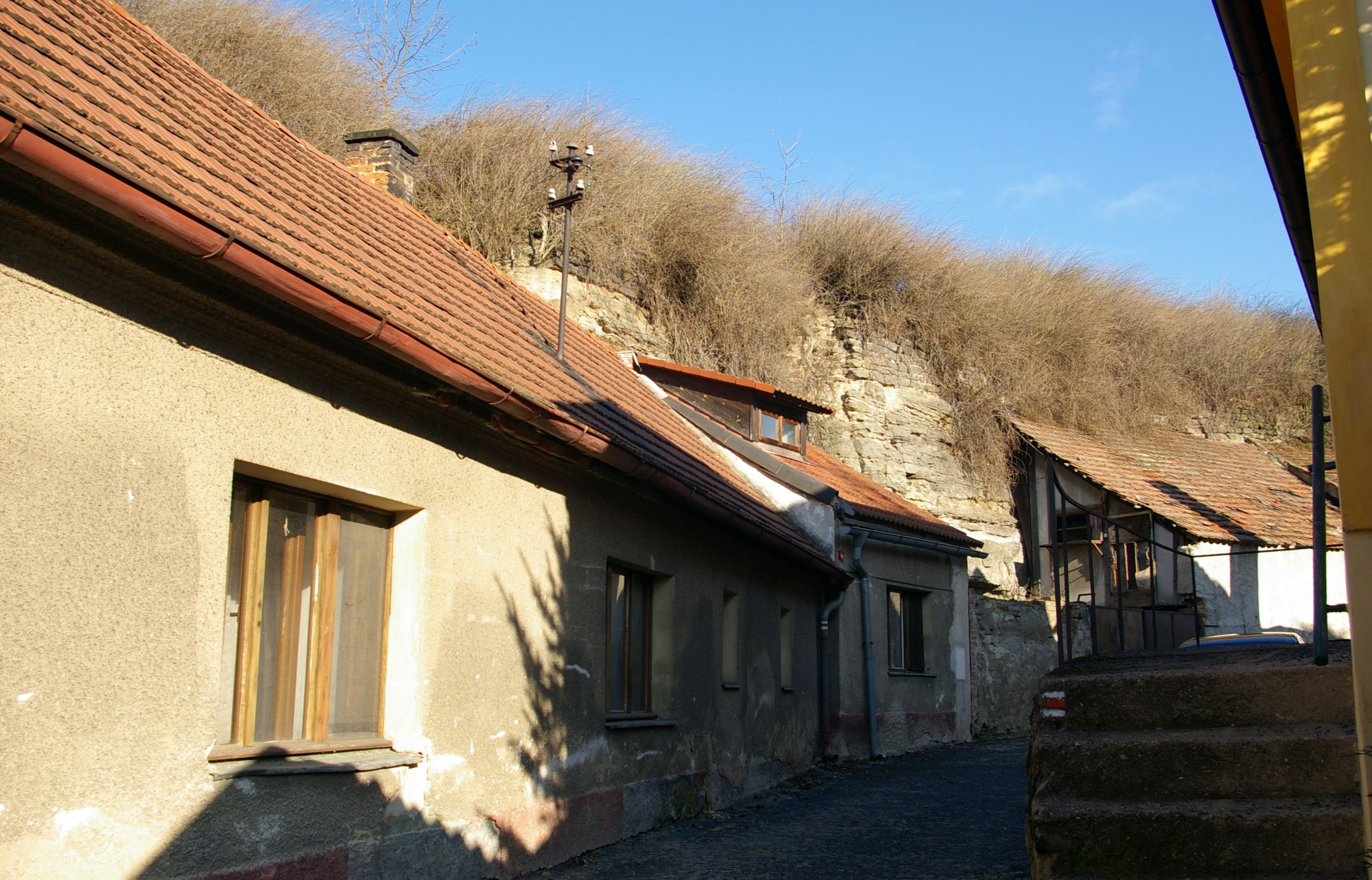
Podhradí
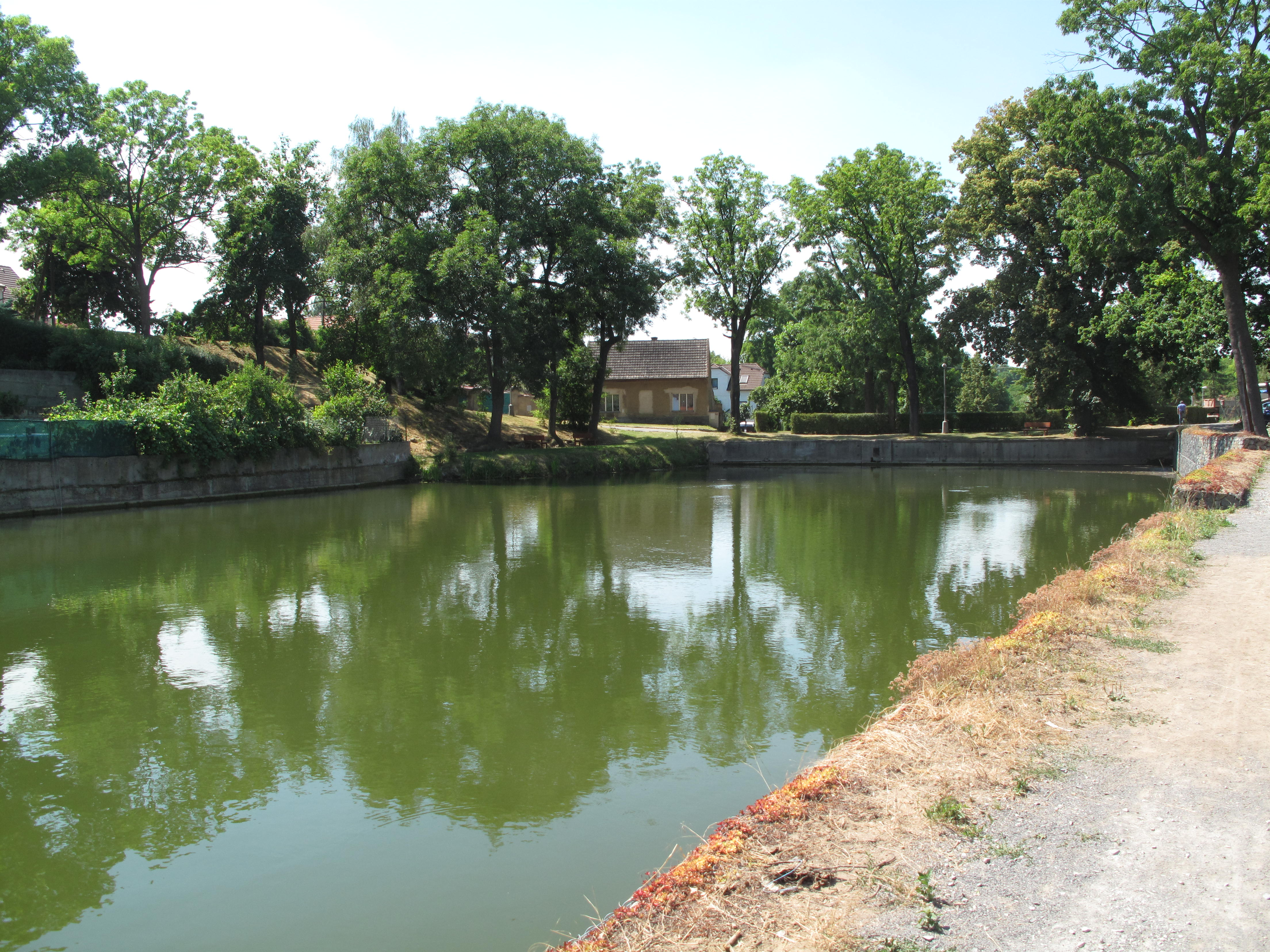
Rybník pod hradem
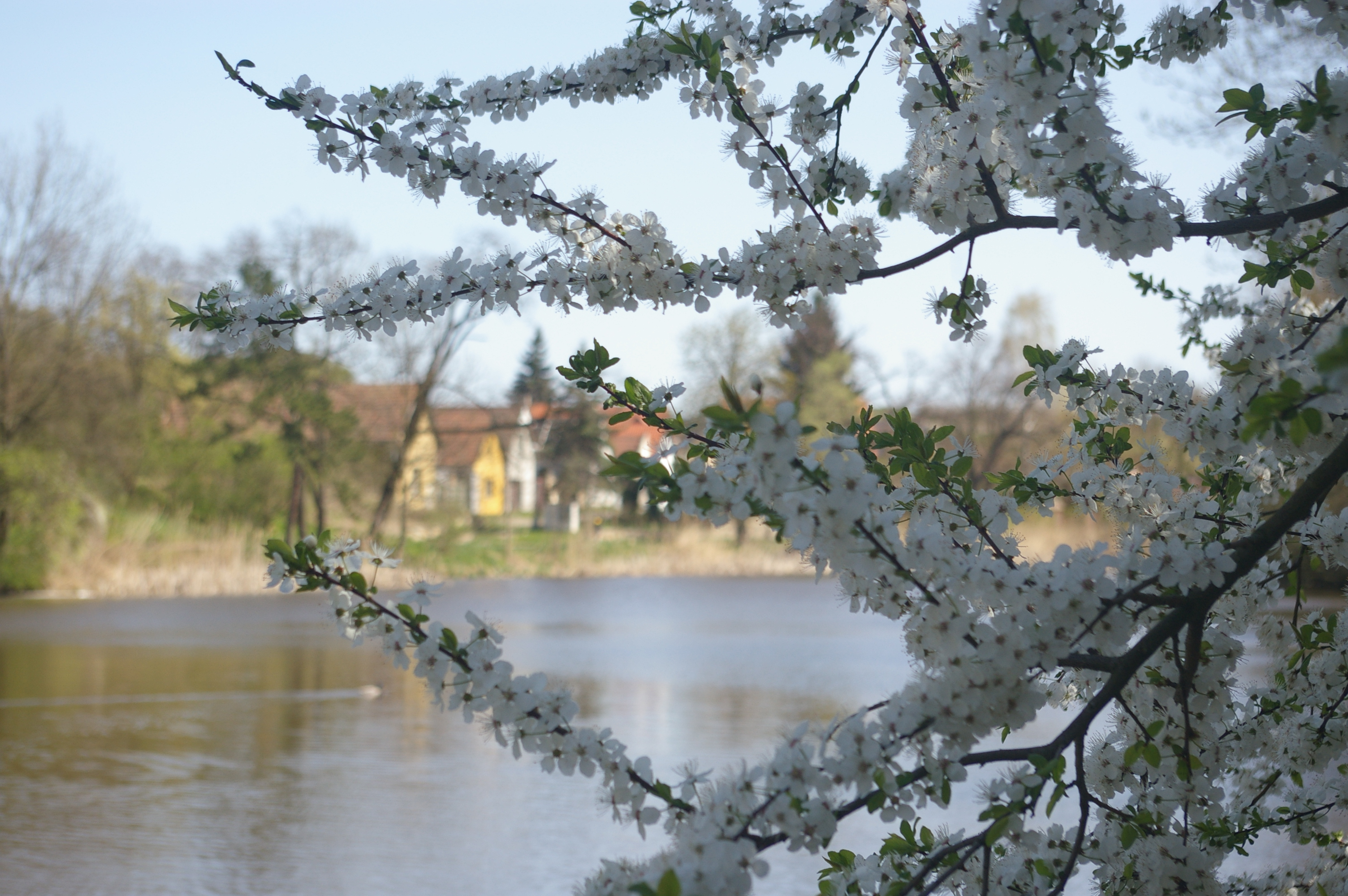
Dolní rybník
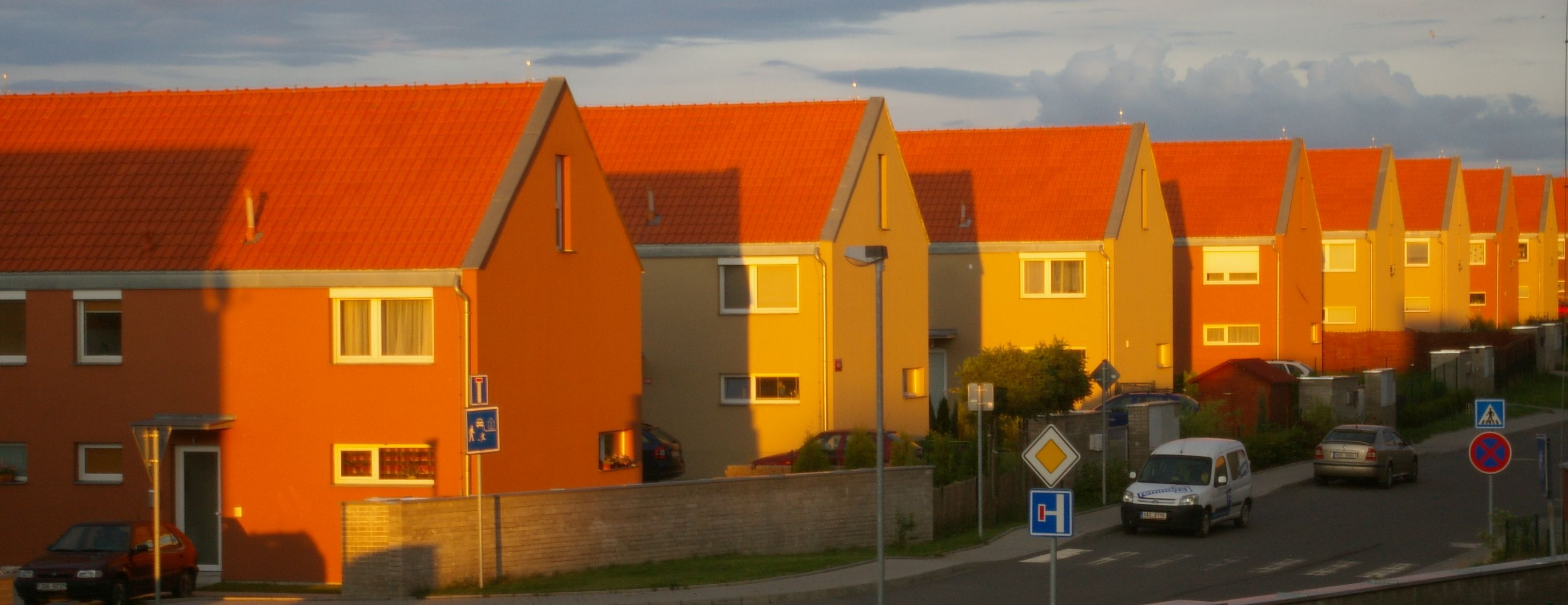
Nový Jenštejn, Hradní ulice
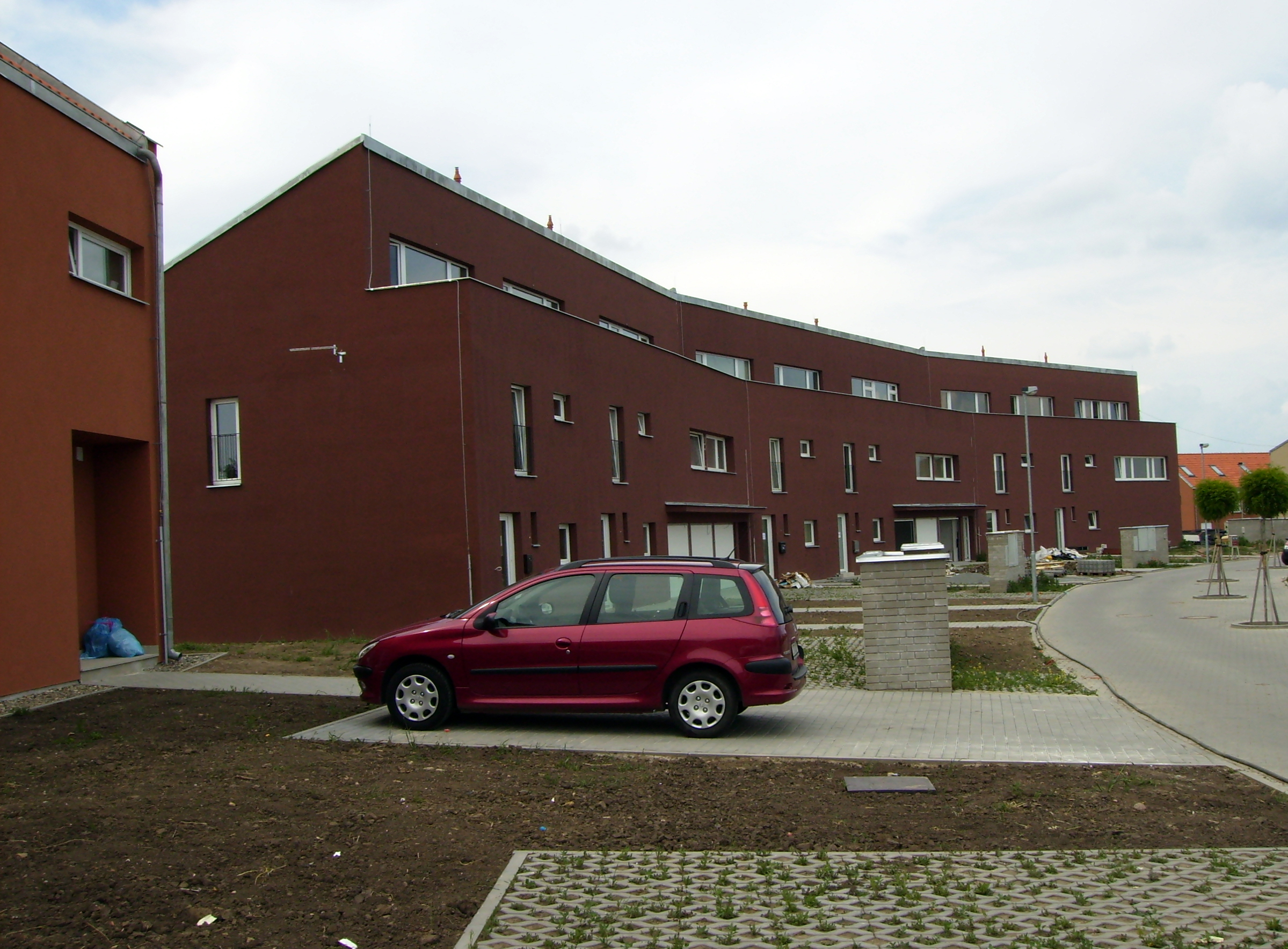
Nový Jenštejn, Cechovní ulice
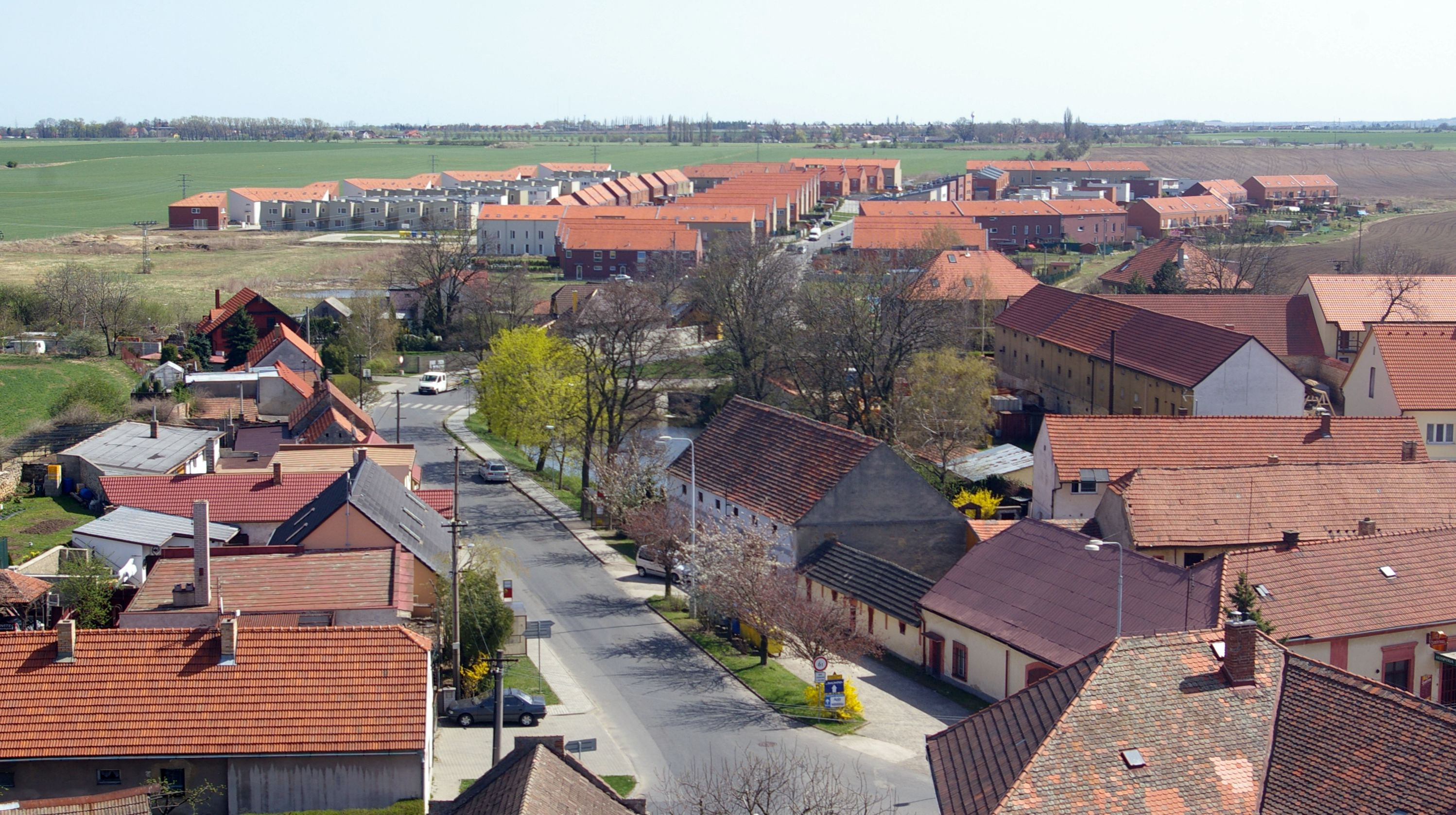
Pohled z věže na východ
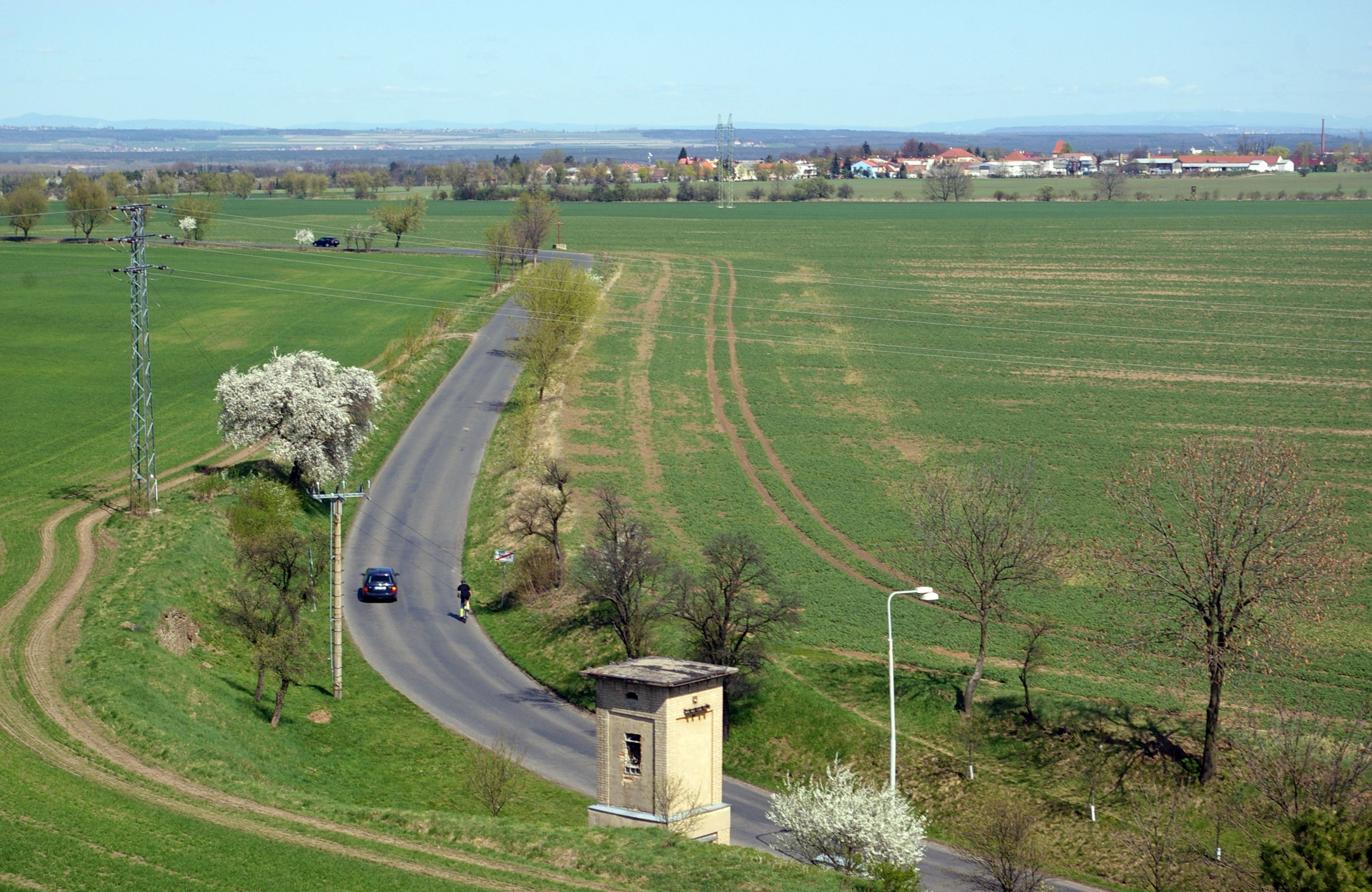
Pohled z věže na sever
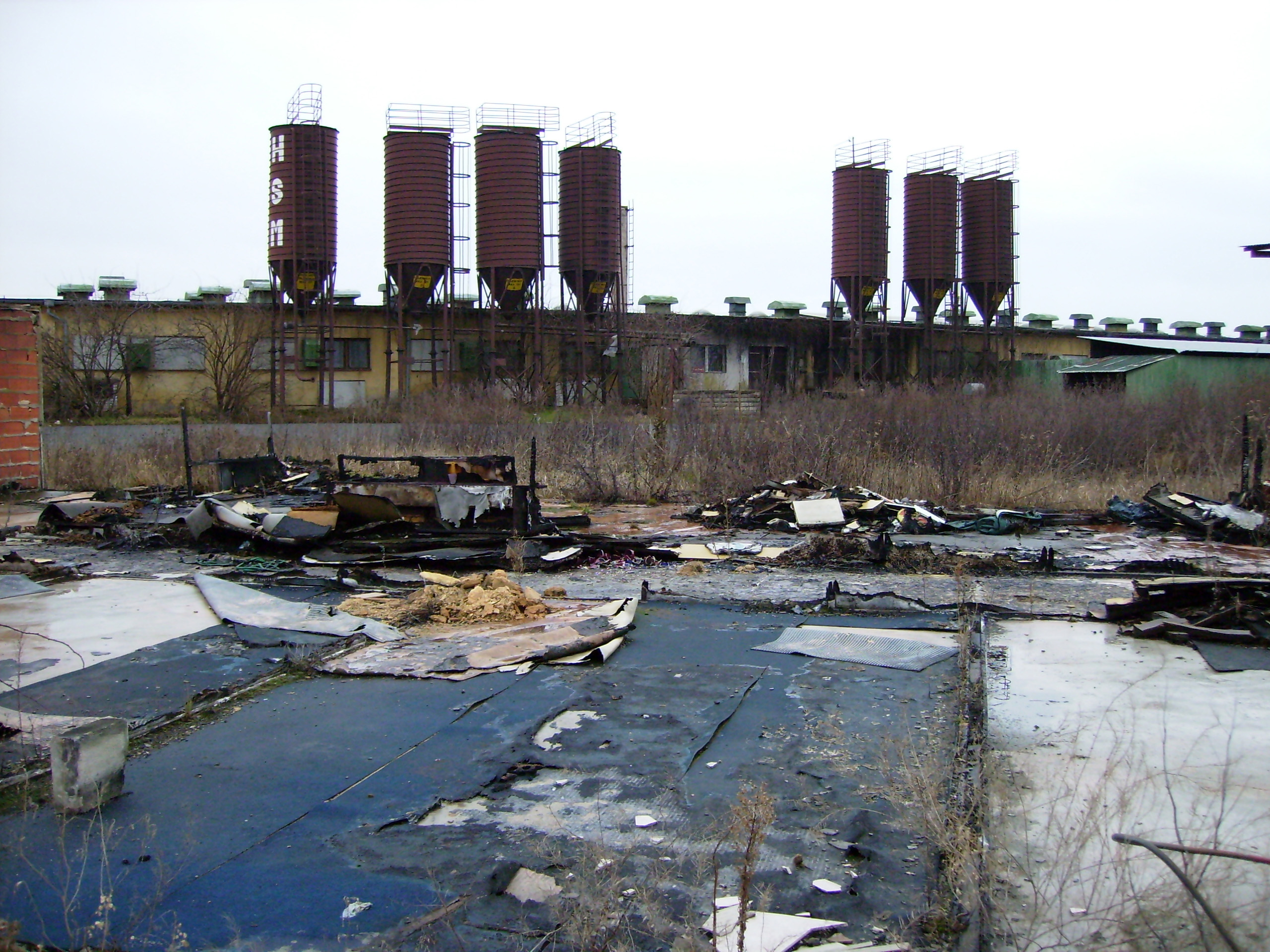
Opuštěné JZD
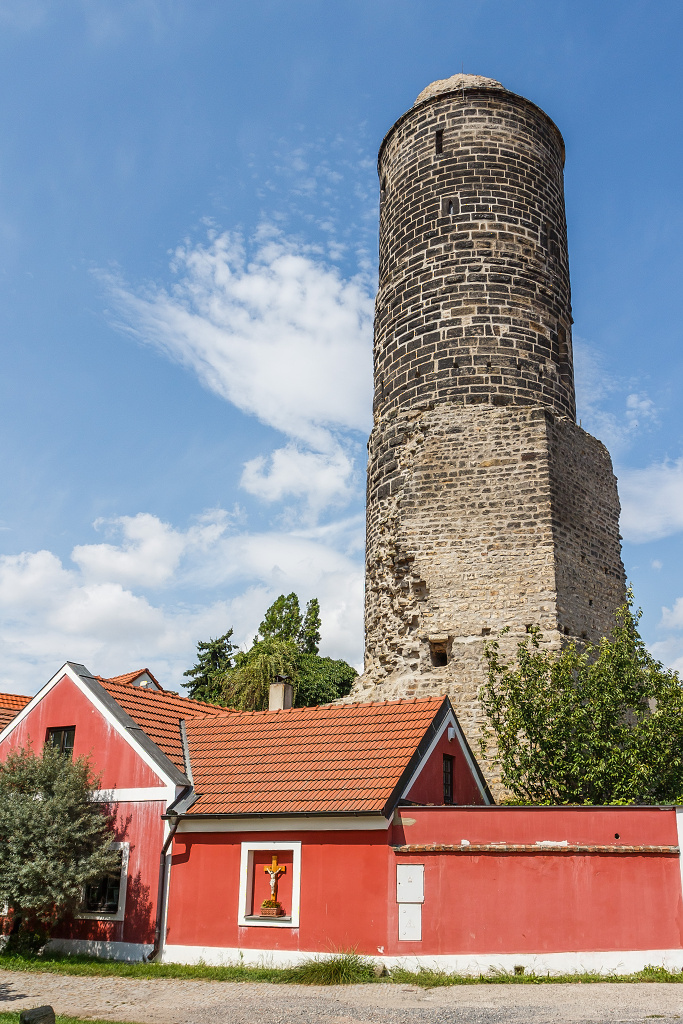
Pohled na hrad Jenštejn